# إد هووبر
إد هووبر (بالإنجليزية: Ed Hooper)‏ هو صحفي أمريكي، ولد في 10 مارس 1964 في MacDill Air Force Base ‏ في الولايات المتحدة.